# Calea ferată Avrig–Făgăraș
Calea ferată Avrig–Făgăraș este o cale ferată principală în România. Ea traversează sudul Transilvaniei, pe marginea nordică a Carpaților Meridionali, de-a lungul văii râului Olt.

## Istoric
Această cale ferată a fost construită la sfârșitul secolului al XIX-lea sub denumirea de „Localbahn Felek–Fogaras“ (în română Calea ferată locală Avrig–Făgăraș) pe teritoriul Regatului Ungariei din cadrul Imperiului Austro-Ungar. Ea a fost finalizată repede la 22 noiembrie 1892 și a fost inaugurată la puține săptămâni după punerea în funcțiune a căii ferate de la Sibiu la Avrig.
Prin continuarea căii ferate de la Făgăraș către Brașov în 1908 s-a realizat o legătură directă între Sibiu și Brașov, astfel încât calea ferată de la Avrig spre Făgăraș a dobândit o importanță interregională.
La sfârșitul Primului Război Mondial, Transilvania a devenit parte componentă a României, iar căile ferate din Transilvania au fost preluate de compania feroviară română de stat CFR.

## Situație actuală
Calea ferată Avrig–Făgăraș nu este electrificată și are linie simplă. Ea este o parte a importantei magistrale feroviare de la Brașov prin Sibiu către Arad. Pe aici trec zilnic mai multe trenuri InterRegio (fostele accelerate), Regio (fostele personale) și marfare.

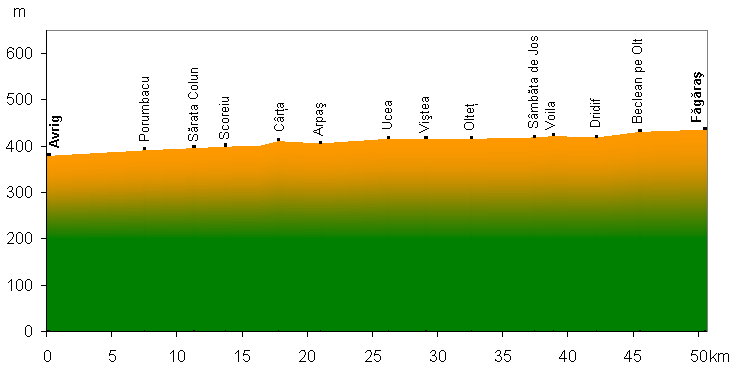
Profilul la înălțime al căii ferate